# Day by Day (album de Femi Kuti)
Pour les articles homonymes, voir Day by Day.
 (octobre 2017).
Si vous disposez d'ouvrages ou d'articles de référence ou si vous connaissez des sites web de qualité traitant du thème abordé ici, merci de compléter l'article en donnant les références utiles à sa vérifiabilité et en les liant à la section « Notes et références ».
Albums de Femi Kuti
Live at the Shrine
(2004) Africa for Africa
(2010)
Day by Day est un album du musicien nigérian d'afrobeat Femi Kuti, sorti en 2008.
Résolument engagé, Femi Kuti s'oriente, dans ce nouvel opus, vers la soul et le jazz, s"éloignant de l'afrobeat qui le caractérisait jusque-là.
L'album, enregistré, mixé et produit par Sodi est nommé aux Grammy Awards 2009 dans la catégorie « meilleur album contemporain de world music ».

## Liste des titres
Toutes les chansons sont écrites et composées par Femi Kuti.
| 1.    | Oyimbo                  | 3:53 |
| 2.    | Eh oh                   | 4:17 |
| 3.    | Day by Day              | 3:01 |
| 4.    | Demo Crazy              | 7:34 |
| 5.    | Do You Know             | 4:52 |
| 6.    | You Better Ask Yourself | 6:00 |
| 7.    | One Two                 | 2:15 |
| 8.    | Tell Me                 | 4:37 |
| 9.    | They Will Run           | 5:29 |
| 10.   | Tension Grip Africa     | 5:07 |
| 11.   | Dem Funny               | 4:19 |
| 12.   | Let's Make History      | 2:30 |
| 53:53 |                         |      |

| Titre bonus - Édition digipack (France, Label Maison, PIAS France, 27 octobre 2008) | Titre bonus - Édition digipack (France, Label Maison, PIAS France, 27 octobre 2008) | Titre bonus - Édition digipack (France, Label Maison, PIAS France, 27 octobre 2008) | Titre bonus - Édition digipack (France, Label Maison, PIAS France, 27 octobre 2008) | Titre bonus - Édition digipack (France, Label Maison, PIAS France, 27 octobre 2008) | Titre bonus - Édition digipack (France, Label Maison, PIAS France, 27 octobre 2008) | Titre bonus - Édition digipack (France, Label Maison, PIAS France, 27 octobre 2008) | Titre bonus - Édition digipack (France, Label Maison, PIAS France, 27 octobre 2008) | Titre bonus - Édition digipack (France, Label Maison, PIAS France, 27 octobre 2008) | Titre bonus - Édition digipack (France, Label Maison, PIAS France, 27 octobre 2008) |
| No                                                                                  | Titre                                                                               | Durée                                                                               |                                                                                     |                                                                                     |                                                                                     |                                                                                     |                                                                                     |                                                                                     |                                                                                     |
| ----------------------------------------------------------------------------------- | ----------------------------------------------------------------------------------- | ----------------------------------------------------------------------------------- | ----------------------------------------------------------------------------------- | ----------------------------------------------------------------------------------- | ----------------------------------------------------------------------------------- | ----------------------------------------------------------------------------------- | ----------------------------------------------------------------------------------- | ----------------------------------------------------------------------------------- | ----------------------------------------------------------------------------------- |
| 13.                                                                                 | Inside Religion                                                                     | 8:47                                                                                |                                                                                     |                                                                                     |                                                                                     |                                                                                     |                                                                                     |                                                                                     |                                                                                     |
| 62:39                                                                               |                                                                                     |                                                                                     |                                                                                     |                                                                                     |                                                                                     |                                                                                     |                                                                                     |                                                                                     |                                                                                     |

## Crédits
| - Femi Kuti : chant (frontman), saxophones (soprano, alto, baryton, ténor), orgue, trompette - The Positive Force : chant - Guy Nsangué : basse - Sébastien Martel : guitare - Ademola Adegbola : guitare solo - Debo Folorunsho, Kunle Olayode : batterie, percussions - Patrick Goraguer : piano électrique (Fender Rhodes), claviers, percussions - Máde Anikulapo Kuti : saxophone alto, chant - Francis Onah : saxophone ténor - Tiwalade Ogunlowo : trombone - Olugbenga Laleye : trompette - Bose Ajila, Onome Udi, Yeni Anikulapo Kuti : chœurs | - Production, mixage, enregistrement, programmation : Sodi - Programmation, production (additionnelles) : Morgan Merchand, Vladimir Neskovic - Mastering : Jean-Pierre Chalbos |